# 大场镇 (青岛市)
大场镇是中国山东省青岛市黄岛区下辖的一个镇。

## 行政区划
下辖以下地区：
胜水路社区、大场村、凤凰庄村、苏家庄子村、西丁家庄村、周家村、东丁家庄村、前园村、大楼子村、小楼子村、陈家屯村、南辛庄村、大石河口村、凤墩村、坊上村、韩家洼村、冯家坊村、前河岔村、后河岔村、魏家湾村、青竹园村、李家小庄村、陈家小庄村、湾东村、河崖村、大营村、小营村、殷家庄村、邓家滩村、营南头村、马家滩村、高家村、曾家村、董家村、郝疃村、卜家庄村、干河子村、胜水河东村、胜水河西村、胜水东北村、胜水西北村、西南岭村、正南岭村、吉湄村村、雹泉庙村、西王家柳沟村、殷家柳沟村、东王家柳沟村、宋家柳沟村、丁家柳沟村、刘家疃村、前老窝村、后老窝村、西老窝村、马戈庄村、张家大庄村、丁家大庄村、蔡家村、保子埠村、王家屯村、王庄村、魏家大庄村、柳行大庄村、刘家大庄村、西寺村、新大庄村、吉利河村、前进村、金头岭村、新官庄村、肖家洼一村、肖家洼二村、肖家洼三村、肖家洼四村、井戈庄村、红旗岭村、前官庄村、后官庄村、黄古墩岭村、塔山店子村、淘金河村、立新村、东寺村、北寺村、南寺村、驼沟村、小辛庄村和幸福村。

## 人口
2010年中国第六次人口普查时，大场镇共有人口42955人。共有家庭15434户，平均每户2.71人。14岁以下的少年儿童共5794人，占总人口13.48%；15-64岁人口共30468人，占总人口70.93%；65岁及以上的老年人共6693人，占总人口的15.58%。男性共计21472人，占总人口49.98%；女性共计21483，占总人口50.01%。本地居住的人口中，拥有本地户籍的人口为40588人，占94.48%。